# Franco Piersanti
Franco Piersanti (nascut a Roma el 1950) és un compositor italià conegut sobretot per les seves bandes sonores de pel·lícules i sèries de televisió, entre aquestes últimes, la banda sonora de la coneguda sèrie de la RAI Il Commissario Montalbano, basada en les novel·les de l'escriptor Andrea Camilleri, que a Catalunya ha estat emesa i reposada per la cadena privada 8tv doblada al castellà.

## Biografia
Nascut a Roma l'any 1950, es va graduar en contrabaix al Conservatori Santa Cecilia, on va estudiar composició sota la direcció d'Armando Renzi i direcció d'orquestra amb Franco Ferrara i Piero Bellugi, va tocar el contrabaix a l'Orquestra Simfònica de la RAI i va començar a participar-hi., sempre com a instrumentista, en les sessions d'enregistrament d'algunes obres musicals per al cinema.
Durant els seus estudis va conèixer el compositor milanès Nino Rota, del qual va ser ajudant del 1975 al 1977 i que el va recolzar en el seu debut com a músic de cinema. De fet, d'aquella època es remunta la trobada amb Nanni Moretti, que li va proposar compondre la música del seu primer llargmetratge "Io sono un autarchico"; som l'any 1976 i aquesta experiència, a més d'obrir una col·laboració duradora, també suposa una ruptura amb les pautes de producció consolidades en l'àmbit de la música i el cinema de finals dels setanta.
Poc després, Piersanti va fer el seu primer treball per a televisió, "Rotta su Ofira" de Tommaso Dazzi. L'activitat de compositor per a TV s'intensifica cada cop més, esdevenint una part consistent de la seva producció musical i assolint els alts nivells qualitatius de la col·laboració amb Alberto Sironi, que comença amb la partitura de la pel·lícula per a televisió "Notte di luna" 1988 i que encara continua amb l'exitosa sèrie de televisió Il commissario Montalbano, divuit telefilms basats en les novel·les d'Andrea Camilleri.
Recordar les nombroses col·laboracions amb Enzo Muzii (sis telefilms) i les més recents amb Maurizio Zaccaro, per a importants produccions televisives com "Cuore" i ""I Ragazzi della via Pàl".
Tanmateix, l'activitat de compositor per al cinema és la que més enganxa a Piersanti, que crea unes cent bandes sonores al llarg de la seva carrera; amb la pel·lícula "Colpire al cuore" (1982) obre una altra col·laboració important, amb Gianni Amelio, que destaca encara més la seva tendència al rigor i una expressivitat tendint a la reserva.
Per al director calabrés, Piersanti crearà una obra musical per a TV (I velieri, 1983) i deu partitures per al cinema, entre les quals destaquen: "Il ladro di bambini", 1992 (David di Donatello, Ciak d'oro, Platea d'oro); "Lamerica", 1994 (David di Donatello); "Així van riure", 1998 (Grolla d'Oro).
Les col·laboracions amb Amelio i Moretti, per a les quals va crear una de les seves obres musicals de més èxit, la de "Bianca" (1984), estan flanquejades per contribucions a obres d'altres cineastes importants. A més d'algunes aplicacions episòdiques i originals al cinema de gènere, com per a l'horror Il nido del ragno de Gianfranco Giagni (1988), cal destacar les partitures de Carlo Lizzani (Mamma Ebe, 1986; Emma, 1988); Gianni Serra (Una llebre amb cara de nen, 1989); Margarethe von Trotta (Por i amor, 1988); Mimmo Calopresti (quatre pel·lícules entre 1995 i 2002); Roberto Faenza (Marianna Ucria, 1998, Grolla d'Oro).
El 1993 Ermanno Olmi li va encarregar la composició de la música de la seva pel·lícula El secret del bosc vell; la partitura és una de les més atractives i exigents creades pel compositor, també per la inclusió de parts del cor que veuen una barreja suggeridora de fonemes i textos en llatí.
És interessant la incursió al món de l'animació de la pel·lícula Corte Sconta de Pascal Morelli, anomenada Arcana (2001), basada en l'episodi homònim de Corto Maltese dibuixat per Hugo Pratt.
L'any 2006 es va renovar la col·laboració amb Nanni Moretti per a Il caimano, que va guanyar a Piersanti el tercer David di Donatello, el Ciak d'oro i el premi Ucmf (Associació Francesa de compositors de bandes sonores) atorgat a Cannes.
Paral·lelament a la seva activitat com a músic de cinema i televisió, Piersanti es dedica a la creació d'obres musicals per a una quarantena d'obres teatrals a partir de 1975. Entre aquestes destaquem: el ballet "Sueno", inspirat en Francisco de Goya per a la "Martha Graham Dance Company" de Nova York (2005); "Kaos" de Luigi Pirandello per a Martha Clarke, Nova York (2006); les nombroses obres per a les produccions teatrals d'Egisto Marcucci ("La dona serp" de Carlo Gozzi, "El rei Niccolò" de Frank Wedekind, "Acarnesi" d'Aristòfanes), per a Luigi Squarzina i Carlo Cecchi ("Hamlet", "Somni d'una nit d'estiu", "La tempesta" de Shakespeare, "Leonce i Lena" de Büchner).
Hi ha moltes composicions orquestrals i de cambra: entre aquestes "Ruah", cantata sobre els efectes del vent sobre el mar i la terra, per a solistes i orquestra; "Nit amb convidats", moritat en vers i música de Peter Weiss; "Últims Blues per llegir algun dia", cicle de lletres per a soprano, cor i 8 instruments sobre textos de Cesare Pavese, Eugenio Montale, Aldo Palazzeschi, Alfonso Gatto; la producció de cambra i orquestra també inclou quartets de corda i peces fantàstiques per a orquestra.
L'activitat de Franco Piersanti s'ha estès també a la docència, amb cursos de tècnica de composició impartits amb el prof. Sergio Miceli a Canosa di Puglia, a l'Escola Cívica de Música de Milà, a l'Escola de Música de Fiesole i Pordenone.
L'any 2008 va guanyar el Premi de la Secció CineMúsica "Nino Rota" al Ravello Festival.

## Filmografia
Compositor
Cinemes
- Sóc autarquista, dirigida per Nanni Moretti (1976)
- Ecce bombo, dirigida per Nanni Moretti (1978)
- Sweet Dreams, dirigida per Nanni Moretti (1981)
- Copa al cor, dirigida per Gianni Amelio (1982)
- Dues gotes d'aigua salada, dirigida per Luigi Russo i Enzo Doria (1982)
- Bianca, dirigida per Nanni Moretti (1984)
- Yellow Hair and the Fortress of Gold, dirigida per Matt Cimber (1984)
- Mamma Ebe, dirigida per Carlo Lizzani (1984)
- La dona del ferri, dirigida per Amedeo Fago (1986)
- El sabor del blat, dirigida per Gianni Da Campo (1986)
- A house in the balance, dirigida per Antonietta De Lillo i Giorgio Magliulo (1986)
- Profumo, dirigida per Giuliana Gamba (1987)
- Por i amor, dirigida per Margarethe von Trotta (1988)
- El niu de l'aranya, dirigida per Gianfranco Giagni (1988)
- Bankomatt, dirigida per Villi Hermann (1988)
- La donna della luna, dirigida per Vito Zagarrio (1989)
- Portes obertes, dirigida per Gianni Amelio (1990)
- Matilda, dirigida per Antonietta De Lillo i Giorgio Magliulo (1990)
- El color dels seus ulls, dirigida per Antonio Tibaldi (1991)
- El lladre infantil, dirigida per Gianni Amelio (1992)
- Desencuentros, dirigida per Leandro Manfrini (1992)
- El secret del bosc vell, dirigida per Ermanno Olmi (1993)
- Mil bombolles blaves, dirigida per Leone Pompucci (1993)
- Hora d'estimar (Vrijeme za...), dirigida per Oja Kodar (1993)
- El nen jutge, dirigida per Alessandro Di Robilant (1994)
- Lamerica, dirigida per Gianni Amelio (1994)
- The pack, dirigida per Marco Risi (1994)
- Sense proves, dirigida per Gill Dennis (1995)
- La segona vegada, dirigida per Mimmo Calopresti (1995)
- Witness at Risk, dirigida per Pasquale Pozzessere (1997)
- Marianna Ucria, dirigida per Roberto Faenza (1997)
- El fill de Bakunin, dirigida per Gianfranco Cabiddu (1997)
- La paraula amor existeix, dirigida per Mimmo Calopresti (1998)
- Així van riure, dirigida per Gianni Amelio (1998)
- Mare largo, dirigida per Ferdinando Vicentini Orgnani (1998)
- Prefereixo el so del mar, dirigida per Mimmo Calopresti (2000)
- Rosa i Cornelia, dirigida per Giorgio Treves (2000)
- El dia més bonic de la meva vida, dirigida per Cristina Comencini (2002)
- Corto Maltese: Corte discounts said arcana (Corto Maltese: La cour secrète des Arcanes), dirigida per Pascal Morelli (2002)
- La felicitat no costa res, dirigida per Mimmo Calopresti (2003)
- Love found, dirigida per Carlo Mazzacurati (2004)
- Les claus de la casa, dirigida per Gianni Amelio (2004)
- Face Addict, dirigida per Edo Bertoglio (2005) - documental
- La bèstia del cor, dirigida per Cristina Comencini (2005)
- El caiman, dirigida per Nanni Moretti (2006)
- The missing star, dirigida per Gianni Amelio (2006)
- El meu germà és fill únic, dirigida per Daniele Luchetti (2007)
- Tota la vida per davant, dirigida per Paolo Virzì (2008)
- Sanguepazzo, dirigida per Marco Tullio Giordana (2008)
- El teu veí, dirigit per Anne Riitta Ciccone (2008)
- Butterfly, dirigida per Karin Proia (2008) - curtmetratge
- Fortapàsc, dirigida per Marco Risi (2009)
- La física de l'aigua, dirigida per Felice Farina (2009)
- La nostra vida, dirigida per Daniele Luchetti (2010)
- Habemus Papam, dirigida per Nanni Moretti (2011)
- Terraferma, dirigida per Emanuele Crialese (2011)
- The first man, dirigida per Gianni Amelio (2011)
- You and I, dirigida per Bernardo Bertolucci (2012)
- Novel·la d'una massacre, dirigida per Marco Tullio Giordana (2012)
- Like Tex nobody ever, dirigida per Giancarlo Soldi i Francesca Tomassini (2012) - documental
- Millor si calles, dirigida per Elena Bouryka (2013) - curtmetratge
- Happy years, dirigida per Daniele Luchetti (2013)
- The intrèpid, dirigida per Gianni Amelio (2013)
- Cha cha cha, dirigida per Marco Risi (2013)
- The golden age, dirigida per Emanuela Piovano (2015)
- The stuff of dreams, dirigida per Gianfranco Cabiddu (2016)
- Tenderness, dirigida per Gianni Amelio (2017)
- Moments de felicitat insignificant, dirigida per Nanni Moretti (2023)

## Televisió
- Fosca, dirigida per Enzo Muzii (1981) - pel·lícula per a televisió
- Projects of Cheer, episodis 1x1, 1x2 (1982) - minisèrie de televisió
- Deu directors italians, deu històries italianes, episodi 1x8, dirigit per Gianni Amelio (1983) - sèrie de televisió
- La singular aventura de Francesco Maria, dirigida per Enzo Muzii (1983) – Pel·lícula per a televisió
- Offstage, dirigida per Enzo Muzii (1986) - pel·lícula per a televisió
- Chéri, dirigida per Enzo Muzii (1988) - pel·lícula per a televisió
- Quatre històries de dones. Emma, dirigida per Carlo Lizzani (1988) – Minisèrie de televisió
- Dues mares, dirigida per Tonino Valerii (1988) – Pel·lícula per a televisió
- Una llebre amb cara de nen, dirigida per Gianni Serra (1989) - Minisèrie de televisió
- Mother's Heart, dirigida per Gioia Benelli (1989) – pel·lícula per a televisió
- Sense escapada, dirigida per Paolo Poeti (1990) - pel·lícula per a televisió
- La Signora Morlì, un i dos, dirigida per Gianni Serra (1991) - Telefilm
- Il commissario Corso: “El cor de la nit”, “Angelets”, “Stelle cadenti”, dirigit per Alberto Sironi (1991) – sèrie de televisió
- Una prova d'innocència, dirigida per Tonino Valerii (1991) – Minisèrie de televisió
- Signora Morlì uno e due, dirigida per Gianni Serra (1991) – Pel·lícula per a televisió
- Michele alla Guerra, dirigida per Franco Rossi (1994) – pel·lícula per a televisió
- Il grande Fausto, dirigida per Alberto Sironi (1995) - pel·lícula per a televisió
- Corre contra, dirigida per Antonio Tibaldi (1996) - pel·lícula per a televisió
- Dona, episodis 1x1, 1x2, 1x3, 1x4, 1x5, 1x6, dirigida per Gianfranco Giagni (1996) - Minisèrie de televisió
- Vite armored dirigida per Alessandro Di Robilant (1998) - pel·lícula per a televisió
- La vida futura, dirigida per Pasquale Pozzessere (1998) – sèrie de televisió
- One weak voice, dirigida per Alberto Sironi (1999) - pel·lícula per a televisió
- Heart, dirigida per Maurizio Zaccaro (2003) - minisèrie de televisió
- Corto Maltese - Les celtiques, dirigida per Richard Danto i Liam Saury (2003) - pel·lícula per a televisió
- Corto Maltese - La ballade de la mer salée, dirigida per Richard Danto i Liam Saury (2003)
- Corto Maltese: La maison dorée de Samarkand, dirigida per Richard Danto i Liam Saury (2004)
- Els nois de Via Pál, dirigida per Maurizio Zaccaro (2003) - minisèrie de televisió
- Escape of the innocents, dirigida per Leone Pompucci (2004) - pel·lícula per a televisió
- Herois per casualitat, dirigida per Alberto Sironi (2011) - pel·lícula per a televisió
- Des soucis et des hommes, episodis 1x1, 1x2, 1x3, 1x4, 1x5, 1x6, 1x7, 1x8, dirigit per Christophe Barraud (2012) - sèrie de televisió
- Inspector Montalbano, 38 pel·lícules de televisió, dirigides per Alberto Sironi (1999-2021) - sèrie de televisió

## Música per a teatre
- 1979: La Donna Serpente de C.Gozzi, dirigida per Egisto Marcucci, Teatro Stabile di Genova
- 1980: Turcaret d'A.Lesage, dirigida per E.Marcucci, Teatro Stabile di Genova

## Premis i reconeixements
El David de Donatello
- 1992 - Millor músic per The Child Thief
- 1995 - Millor músic per Lamerica
- 1998 - Nominació a millor músic per The word love exists
- 2005 - Nominació a millor músic per Les claus de la casa
- 2006 - Millor músic per Il caimano
- 2007 - Nominació a millor músic per My brother is a single fill
- 2012 - Nominació a millor músic per Habemus Papam
- 2017 - Nominació a millor músic per The stuff of dreams
- 2018 - Nominació a millor músic per Tenderness

Cinta de plata
- 1993 - Nominació a la millor puntuació per The Child Thief
- 1995 - Nominació a la millor puntuació per a Lamerica
- 1999 - Nominació a la millor banda sonora original per The Way They Laughed
- 2010 - Nominació a la millor puntuació per Our Life
- 2012 - Millor puntuació per a Terraferma i First Man
- 2013 - Cinta de plata de l'any per Io e te compartida amb Bernardo Bertolucci, Umberto Contarello, Francesca Marciano, Niccolò Ammaniti, Jacopo Quadri i Fabio Cianchetti
- 2014 - Nominació a millor banda sonora per L'intrepido

Claqueta daurada
- 1993 - Millor puntuació per a The Child Thief[1]
- 2006 - Millor puntuació per a The Caiman[2]
- 2009 - Millor banda sonora de Fortapàsc[3]
- 2011 - Millor puntuació per a Habemus Papam[4]
- 2012 - Millor puntuació per a First Man, Romance of a Massacre i Mainland[4]
- 2014 - Nominació a la millor puntuació per Happy Years

Globus daurat
- 2002 - Nominació a millor músic per El dia més bonic de la meva vida''
- 2007 - Nominació a millor músic per My brother is a single fill
- 2008 - Nominació a millor músic per Toda una vida per davant
- 2013 - Millor músic per a mi i tu
- 2014 - Nominació al millor músic per Happy Years

Festival Internacional de Cinema de Taormina
- 2005 - Premi Ennio Morricone al millor compositor musical per Les claus de la casa
- 2006 - Premi Ennio Morricone al millor compositor musical per Il caimano i La bestia nel cuore
- 2008 - Premi Kinéo a la millor música per El meu germà és fill únic

Festival de Cinema de Cannes
- 2007 - Millor banda sonora per Il caimano

Institut Australià de Cinema
- 1993 - Nominació a la millor puntuació per The Color of Her Eyes

Premi Nino Rota
- 2008 - Premi Nino Rota - Festival Ravello
- 2011 - Premi a la millor banda sonora - Premis RdC[5]

Federació Italiana de Cinema Arthouse
- 2014 - Premi a la trajectòria

Festival de Cinema Ciutat de Spello
- 2019 - Premi Carlo Savina

Premi Internacional Alessandro Cicognini
- 2021

Festival Internacional de Cinema de Venècia
- 2022 - Premi Soundtrack Stars a la millor puntuació per Drought